# Esperanto-Kultur

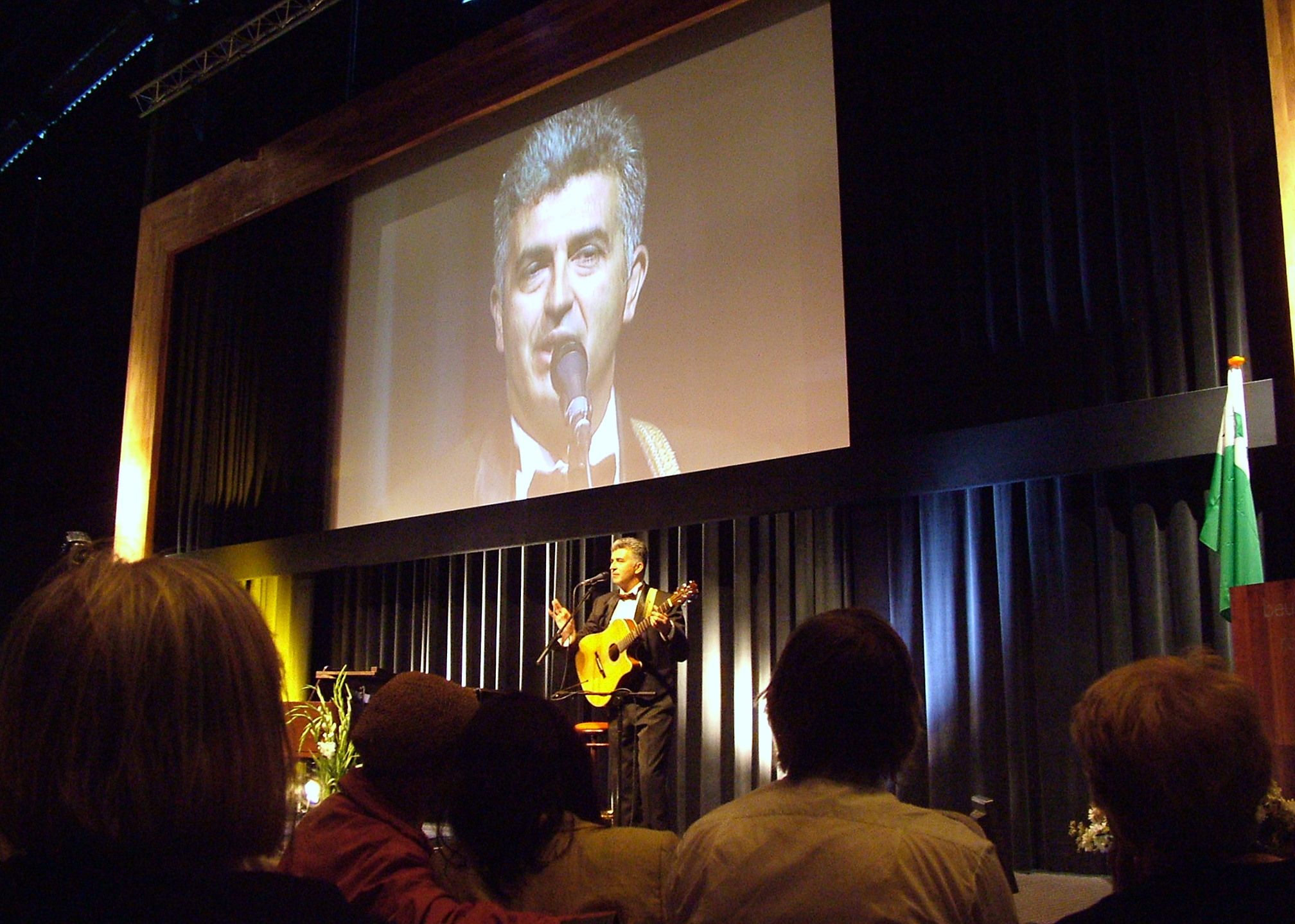
Der serbische Schauspieler Sascha Pilipovic präsentiert sein Kabarett auf dem Welt-Esperanto-Kongress, Rotterdam 2008

Die Esperanto-Kultur ist die Kultur der Esperanto-Sprachgemeinschaft, die sich vor allem in der Literatur, gemeinsamen Symbolen und Kongressen niederschlägt und teils aus genuinen (z. B. Originalliteratur, eigenständig geprägte Phraseologismen), teils aus übernommenen Elementen (z. B. Übersetzungsliteratur, Lehnübersetzungen) besteht.

## Identität
Beim ersten Esperanto-Weltkongress, in Boulogne-sur-Mer 1905, wurde eine „Deklaration über das Wesen des Esperantismus“ beschlossen; die Anhänger des Esperantismus, des „Bestrebens, in der ganzen Welt die Verwendung einer neutralen Sprache zu verbreiten“, definierten damals als „Esperantisten“ jeden, der die Sprache kennt und verwendet, egal zu welchem Zweck.  Ergänzend wurde erläutert, dass die Verfolgung oder Nichtverfolgung von Idealen in Zusammenhang mit der Verbreitung der Sprache die private Angelegenheit jedes einzelnen Sprechers sei.

## Symbole
Das bedeutendste Symbol des Esperanto ist ein grünes Pentagramm auf weißem Grund, das sich auch in der Esperantoflagge wiederfindet. Das Gedicht La Espero gilt als Hymne des Esperanto. In ihr ist die Rede von Weltfrieden, Eintracht und den andauernden Segnungen einer neutralen Sprache.

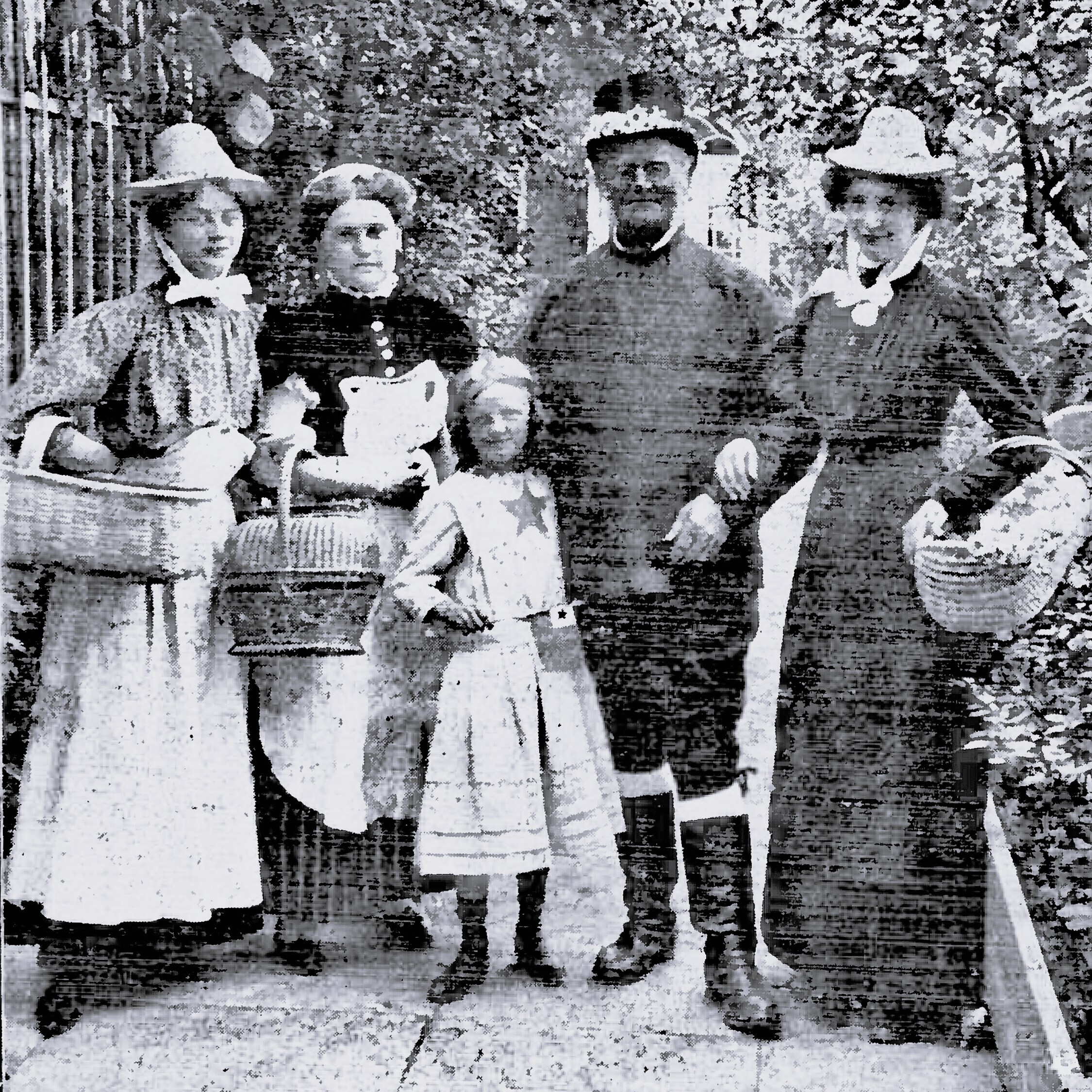
Das Esperanto im Zentrum der Sprachen (Pressefoto zum Motto des VI. DEK, 1911)

Das nebenstehende Bild stammt vom VI. Deutschen Esperanto-Kongress aus dem Jahr 1911. Dies ist der bis dahin erfolgreichste und sollte es auf Jahre hinaus bleiben. Auf dem nebenstehenden Bild sind Kongressteilnehmer dreier Gliedstaaten in ihren landestypischen Trachten die junges ein Mädchen in einen weißen Kleid mit einem Esperanto-Stern, dass zu zusätzlich eine Esperantofahne trägt, abgebildet. Die Personen standen symbolisch für die verschiedenartigen Sprachen in deren Zentrum sich das junge Esperanto befand.
Das Motto des Kongresses, „Wer vieles bringt, wird manchem etwas bringen“, bezog sich auf die praktische Lösung des Weltsprachenproblems. Die exemplarische Botschaft des Bildes war die gleichzeitige Kommunikationsmöglichkeit aller unter der Nutzung der sie verbindenden Kunstsprache als Weltsprache.

## Gedenk- und Aktionstage
Am 15. Dezember, dem Geburtstag des Erfinders der Welthilfssprache, feiern Esperantosprecher den Zamenhoftag. Ein alternativer Name lautet „Tag des Esperanto-Buchs“. Ein weiterer Esperantotag ist der 26. Juli. Er erinnert an die Veröffentlichung des ersten Esperanto-Lehrbuchs im Jahr 1887.

## Theater

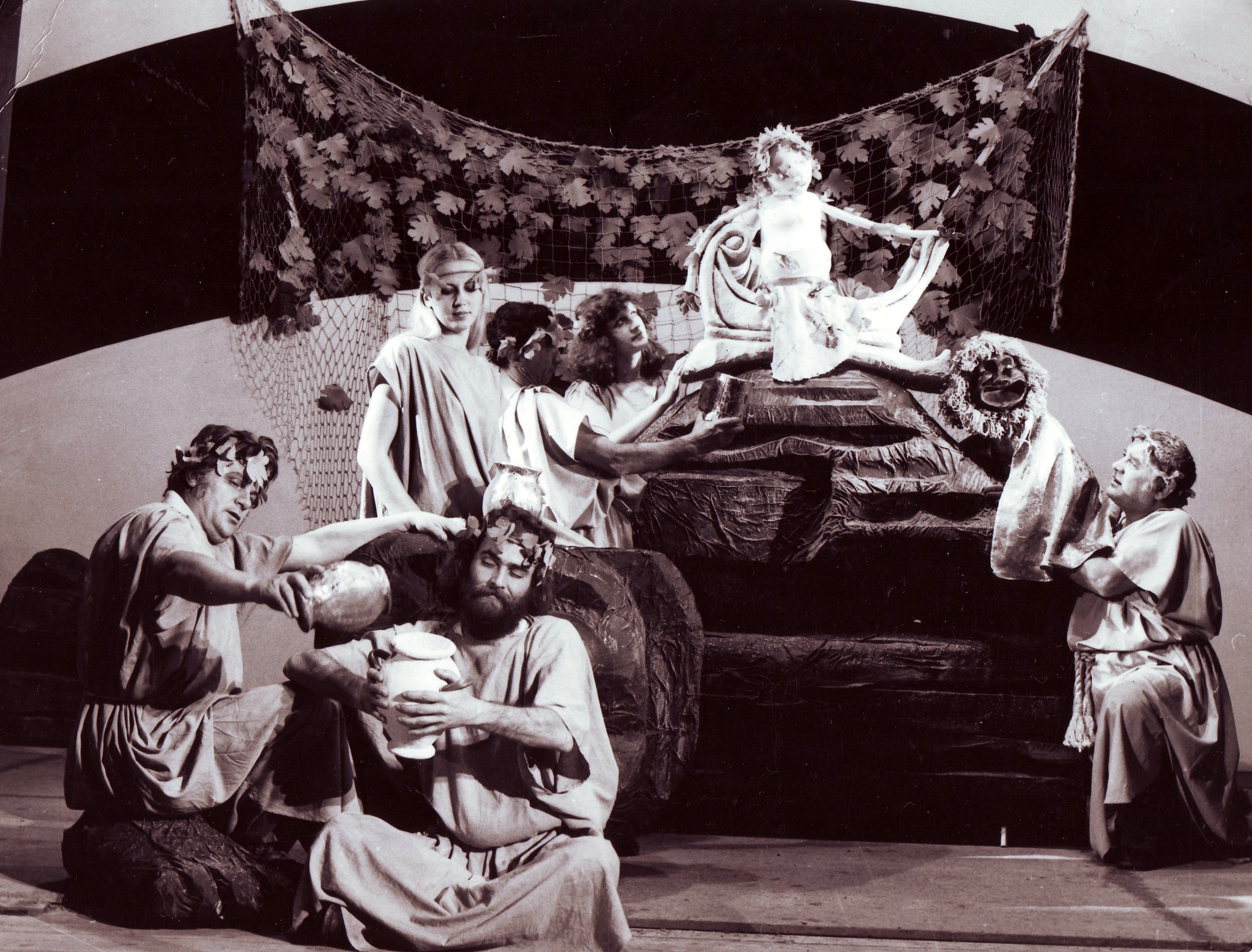
Puppentheater Constanța auf dem 14. Pupteatra Internacia Festivalo in Esperanto / International Puppet Theatre Festival – PIF, 1981

Kleinere Theaterstücke gab es auf dem Ersten Esperanto-Weltkongress 1905. Im Rahmen des Esperanto-Weltkongresses 1908 in Dresden wurde Goethes Iphigenie auf Tauris auf Esperanto aufgeführt. In den 1980er und 1990er Jahren spielte die internationale Gruppe Kia Koincido. Heute gibt es zum Beispiel eine Theatergruppe in Toulouse (Frankreich).

Szene aus dem Theaterstück „1910“, dass 2022 auf dem Weltkongress in Montreal uraufgeführt wurde.

Auf dem Esperanto-Weltkongress 2022 in Montreal wurde das originale Theaterstück „1910“ uraufgeführt, das die Reise von Ludwig Zamenhof nach Nordamerika thematisiert.

## Filme

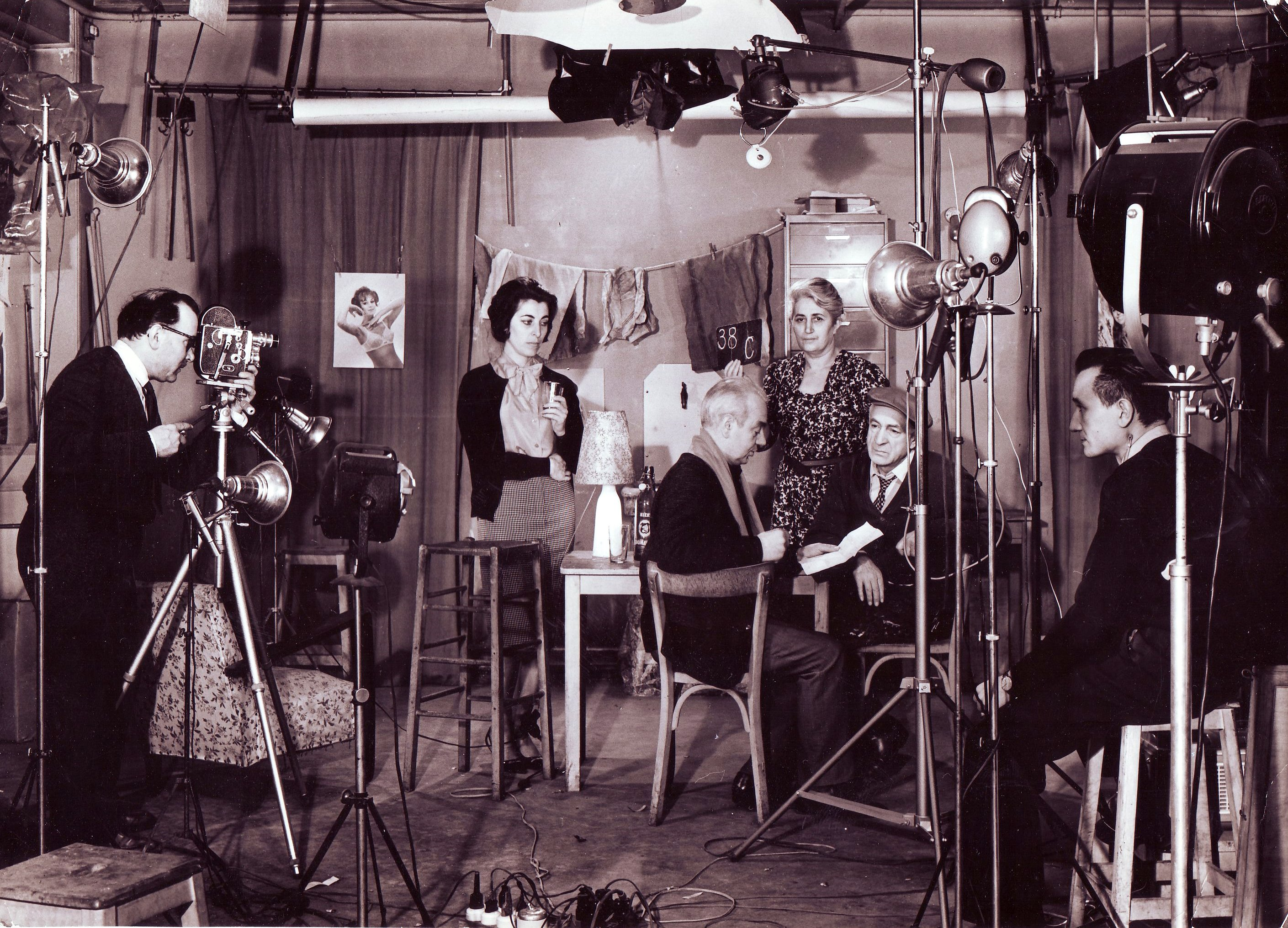
Pressefoto von den Dreharbeiten von Angoroj, 1963

Auch einige Filme wurden auf Esperanto gedreht. Der erste Spielfilm auf Esperanto ist Angoroj. Der bekannteste Film ist der 1966 gedrehte Inkubo mit William Shatner in der Hauptrolle.
Esperanto USA veranstaltet einen regelmäßigen Kurzfilm-Wettbewerb namens „La Usona Bona Film-Festivalo/American Good Film Festival“ in dem Esperantosprachige Kurzfilme prämiert werden.

## Kulturelle Veranstaltungen
Vereinzelte Festivals haben Esperanto-Kultur zum Thema. Solche Veranstaltungen fanden 2005 in Skandinavien, Russland, Polen, der Ukraine und Frankreich statt.

## Museen und Bibliotheken
In Wien befindet sich das Internationale Esperanto-Museum. Die zugehörige Sammlung für Plansprachen ist Teil der Österreichischen Nationalbibliothek. Die Deutsche Esperanto-Bibliothek ist in Aalen beheimatet. Die Bibliothek Hector Hodler befindet sich in Rotterdam (Niederlande).

## Stiftungen und Preise
Die Stadt Aalen vergibt zusammen mit der FAME-Stiftung zur Förderung internationaler Verständigungsmittel den FAME-Esperanto-Kulturpreis. Die Stiftung Mondo hat einen eigenen Fond für Esperanto-Kultur.
Der Esperanto-Weltbund veranstaltet seit 1950 jedes Jahr die Belartaj Konkursoj (Wettbewerbe der schönen Künste). In den Kategorien Poesie und Prosa werden seit 1976 nur Beiträge zugelassen, die auf Esperanto verfasst wurden. Seit jenem Jahr gibt es eine Kategorie für Essays. Diese dürfen ebenfalls nur Esperanto-Originale sein. 1984 kam die Kategorie Lied hinzu. In den Vereinigten Staaten fördert die Esperantic Studies Foundation (ESF) auf vielen Bereichen die Esperanto-Kultur.

## Währung

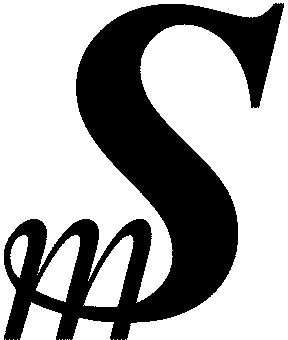
Spesmilo-Symbol

Um die Kommunikation unter Esperantisten auch auf finanzieller Ebene zu erleichtern, entwarf René de Saussure 1907 die Währungseinheit Speso. Ein wichtiger Förderer dieser Idee war der deutsche Bankier und Esperantist Herbert Hoveler. Zu diesem Zweck gründete er die Ĉekbanko Esperantista, welche Schecks auf Speso herausgab. Daraufhin wurde er in kleinem Umfang auch durch britische und schweizerische Banken genutzt. Der Ausbruch des Ersten Weltkriegs 1914 beendete die Verwendung des Spesos. Nach dem Ende des Zweiten Weltkriegs im Jahr 1945 wurde mit dem Stelo ein erneuter Versuch eine einheitliche Weltwährung unter Esperantisten zu etablieren gestartet. Auch dieser Versuch scheiterte.

## Sonstiges
Der 1936 entdeckte Asteroid (1421) Esperanto wurde nach der Sprache und der zwei Jahre später entdeckte Asteroid (1462) Zamenhof nach ihrem Erfinder benannt.
Herzberg am Harz bezeichnet sich als Die Esperanto-Stadt.